# Alan Blumlein

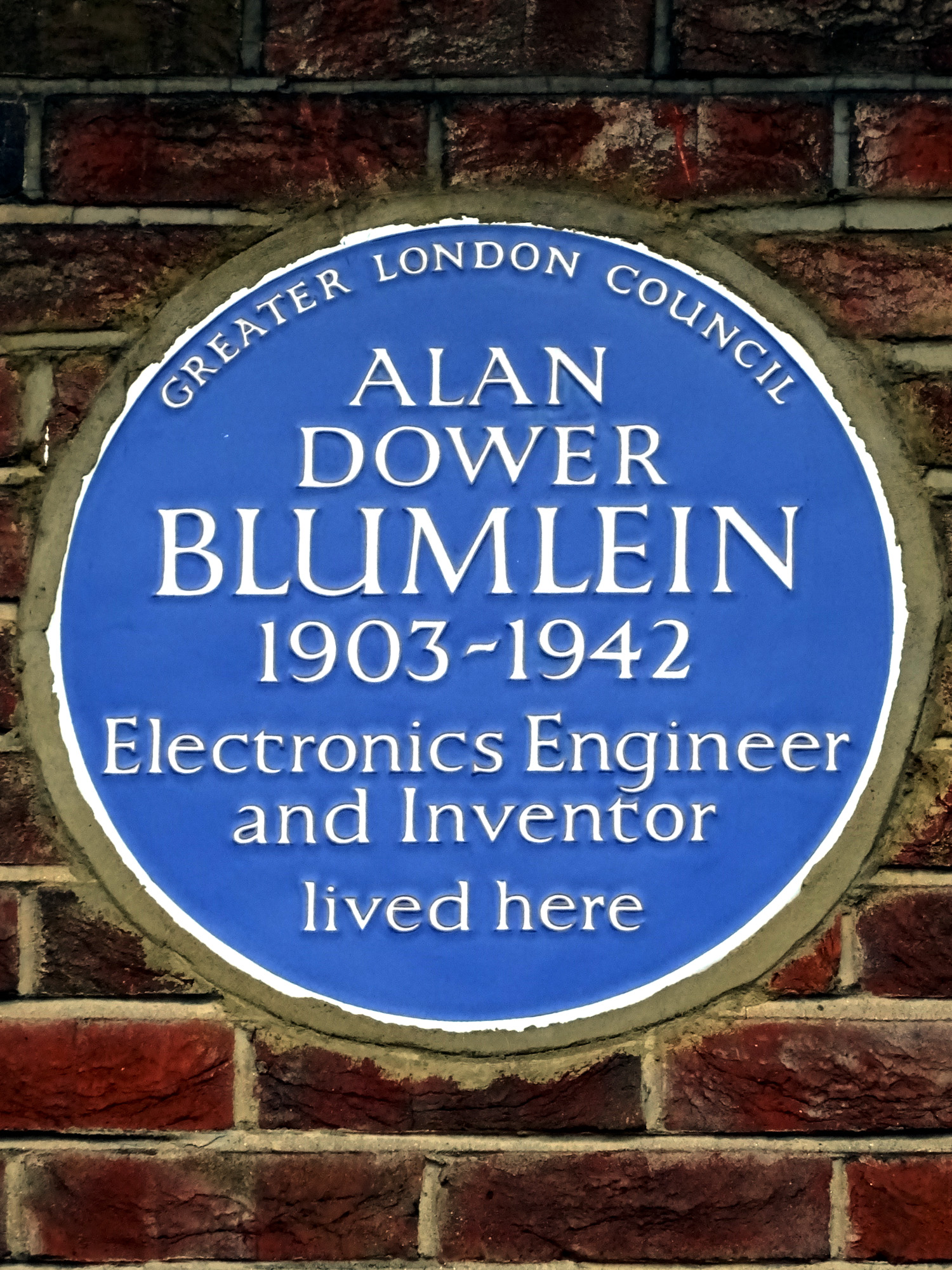
Minnestavla

Alan Dower Blumlein, född 1903, död 1942, var en engelsk ingenjör med 132 registrerade patent inom elektroteknik, radarteknik och akustik.  
Blumlein undvek offentligheten, levde tillbakadraget och publicerade inget utom patenthandlingar. Det finns mycket få fotografier eller andra dokument om honom personligen. Mest känd är han för sitt arbete om inspelning, lagring och reproduktion av stereofoniskt ljud med hjälp av högtalare (patentansökan 1931). Det tog 30 år innan idén nådde konsumenterna - skivor med stereoljud blev inte kommersiellt tillgängliga förrän i slutet av 1950-talet. 

## Arbete med stereofoni
Blumleins patent på ett stereofoni är en avhandling på 22 sidor med totalt 70 patentkrav och inbegriper allt från inspelning över lagring till reproduktion. Främsta syftet var att förbättra spelfilmsljudet, men resultatet passade in på hemmalyssnandet. Blumlein byggde sina teorier på hörselns förmåga att uppfatta riktningen till ljudkällor genom att vid låga frekvenser uppfatta fasskillnaden och vid höga frekvenser uppfatta intensitetsskillnaden (men att fasskillnad har viss betydelse vid transienta förlopp även i höga frekvenser). Blumlein konstaterade också att högtalare inte kan återskapa fasskillnader på samma sätt som vid inspelningen (främst genom att båda högtalarna kommunicerar med båda öronen).
Han skriver i inledningen till patentansökan: ”Ett system för ljudtransmission där ljudet upptas av flera mikrofonelement och reproduceras av flera högtalare, innehållande två eller flera riktningskänsliga mikrofoner och/eller ett arrangemang i omvandlingskedjan där den relativa volymen hos högtalaren är beroende av den riktning från vilken ljudet träffar mikrofonen.”  Det innebär att Blumlein redan där sätter fingret på den viktigaste principen för stereoåtergivning: vi måste omvandla fasskillnader till volymskillnader i högtalarna. 
Blumlein rekommenderade två riktningskänsliga (kardioid eller åtta) mikrofoner i 90 graders vinkel och så nära varandra att fasskillnaderna blir försumbara. 
Blumleins teori kom först att testas i ett militärt avlyssningssystem som kunde avgöra riktningen till flygplan i mörker – och visade fungerade mycket väl och med stor precision.
Senare tiders akustiska mätningar och experiment angående mikrofonplacering har bekräftat Blumleins teorier.
Blumleins patent beskriver även graverteknik med stereoinformation i ett spår – dvs samma system som blev standard på LP-skivan, samt lagring på optisk signalbärare (ljudspår på filmer). 1934 gjorde Blumlein en stereoinspelning med London Symphony Orchestra, som när den kunde ges ut kommersiellt 1958 var (och bortsett från tekniska begränsningar i utrustningen, fortfarande är) oöverträffad i klang och rymd.